# Trois chevaliers et cinq redresseurs de torts
L’Histoire des héros loyaux et des justes galants (忠烈俠義傳), aussi connu sous le titre sous lequel il a été réimprimé en 1883, Trois chevaliers et cinq redresseurs de torts (三俠五義) est un roman chinois de 1879 autour du personnage historique Bao Zheng (包拯, alias Bao Gong 包公), juge de la dynastie Song, et relatant les aventures de chevaliers redresseurs de torts. Il est issu des récits du conteur Shi Yukun.
Le roman a par la suite été révisé par le philologue Yu Yue et republié en 1889 sous le titre Les Sept héros et les cinq galants (七俠五義), sans grand changements dans l'histoire.
L'action se situe durant la dynastie Song au XIe siècle, ce roman raconte l'ascension du légendaire juge Bao Zheng à un poste élevé, et comment un groupe de youxia (chevaliers errants), chacun doté d'un talent martial exceptionnel et d'un héroïsme désintéressé, l'aide à combattre les crimes, l'oppression, la corruption et la rébellion. C'est un des premiers romans à fusionner les genres gong'an (fiction judiciaire) et wuxia (fiction chevaleresque). 
Apprécié pour sa narration humoristique et ses personnages vivants, le roman a bénéficié d'un immense lectorat : en 1924, selon Lu Xun, il y avait deux douzaines de suites et, à la fin de la dynastie Qing, il avait servi de modèle thématique à une centaine de romans. À l'époque moderne, les histoires ont été continuellement repris dans les médias culturels populaires, notamment des contes oraux, des opéras, des films et des séries télévisées.